# Теллінгштедт
Теллінгштедт (нім. Tellingstedt) — громада в Німеччині, розташована в землі Шлезвіг-Гольштейн. Входить до складу району Дітмаршен. Складова частина об'єднання громад КЛГ-Айдер.
Площа — 21,1 км2. Населення становить 2647 ос. (станом на 31 грудня 2020).

## Галерея

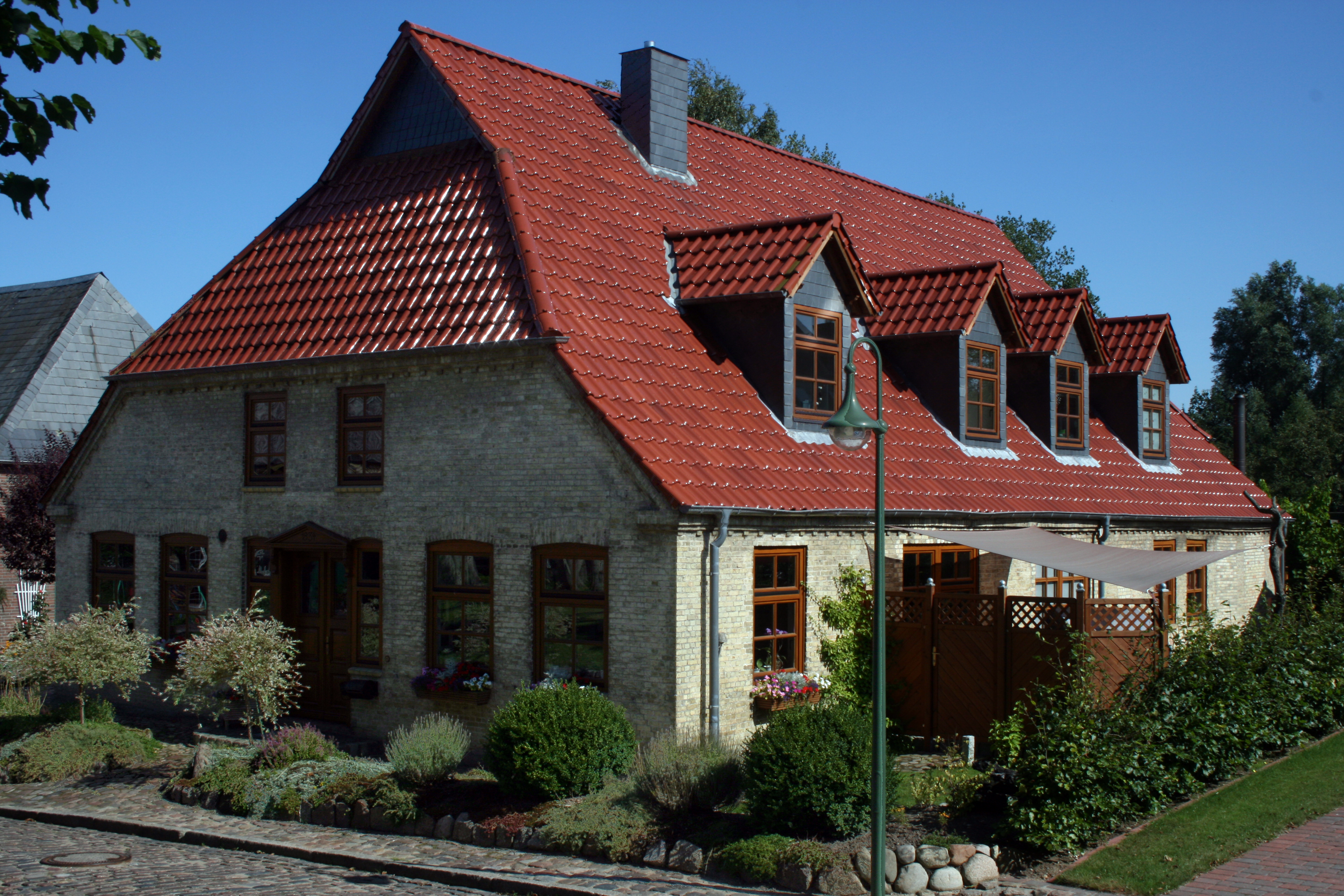
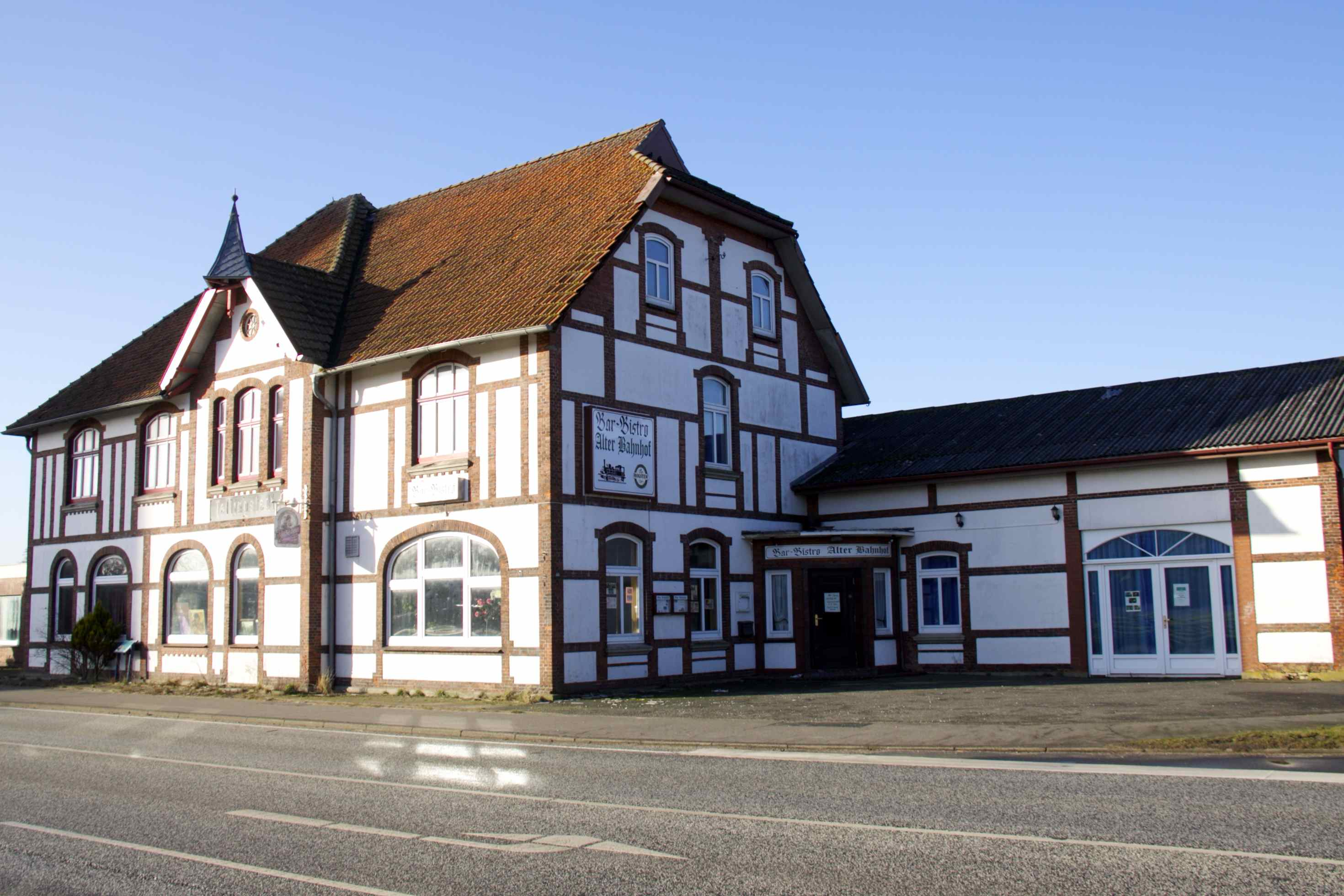
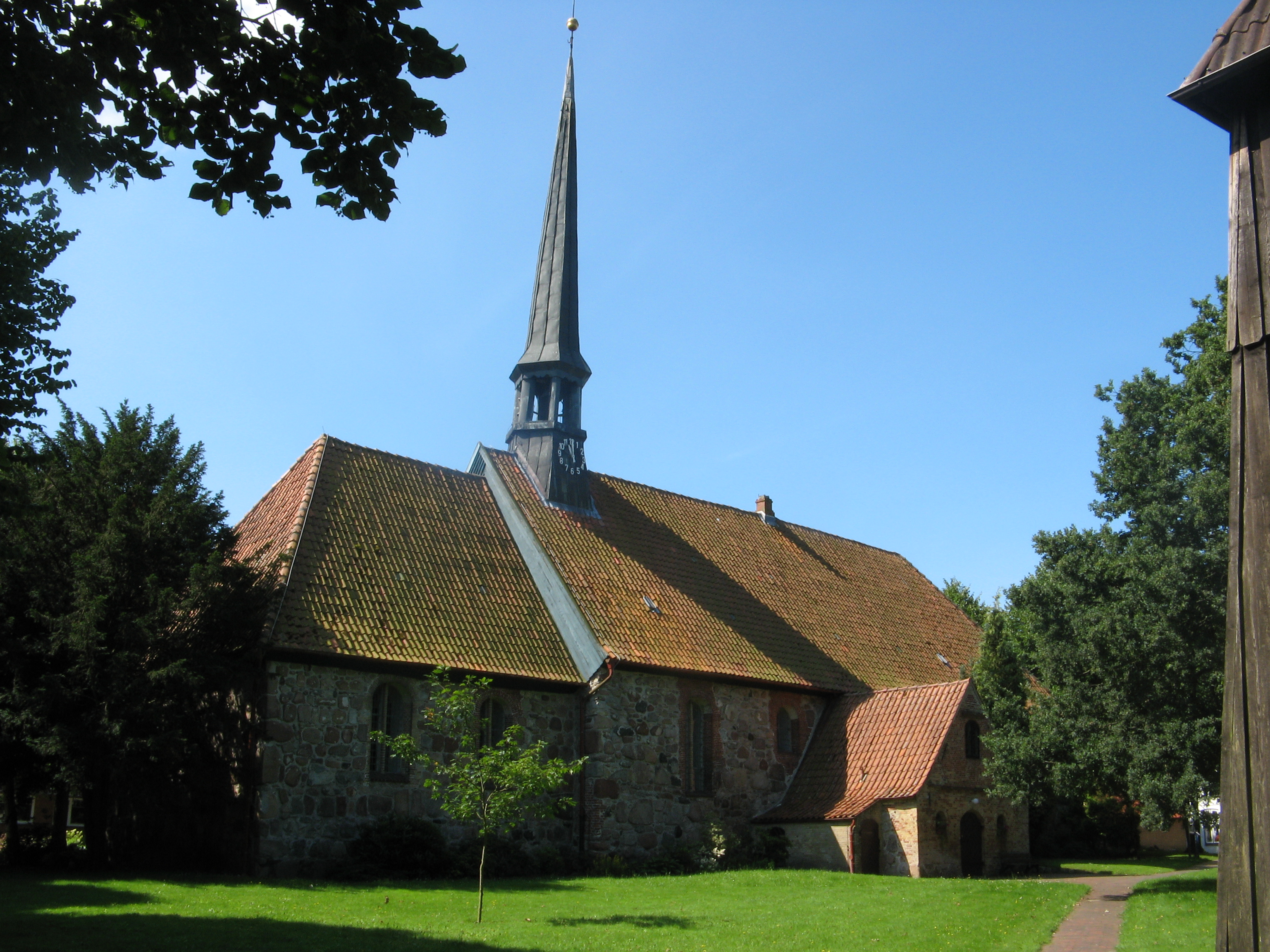
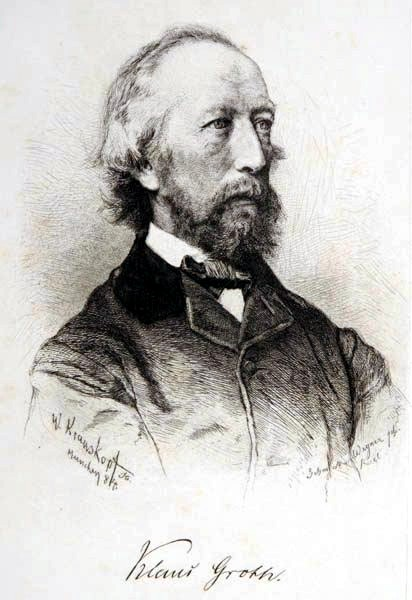